# Lago Ashi
O Lago Ashi (em japonês 芦ノ湖 Ashinoko), ou Lago Hakone, é um lago situado na zona de Hakone na província de Kanagawa no Japão, famoso pelas suas fontes termais e pela sua vista do monte Fuji.
Existem vários ferry-boats e barcos de lazer que circulam pelo lago, um dos quais é uma réplica em tamanho real de um barco pirata.
A maioria dos visitantes do lago Ashi hospedam-se nas instalações existentes nas proximidades e visitam as atracções locais, uma das quais é o Owakudani.